# 도니 듀나건

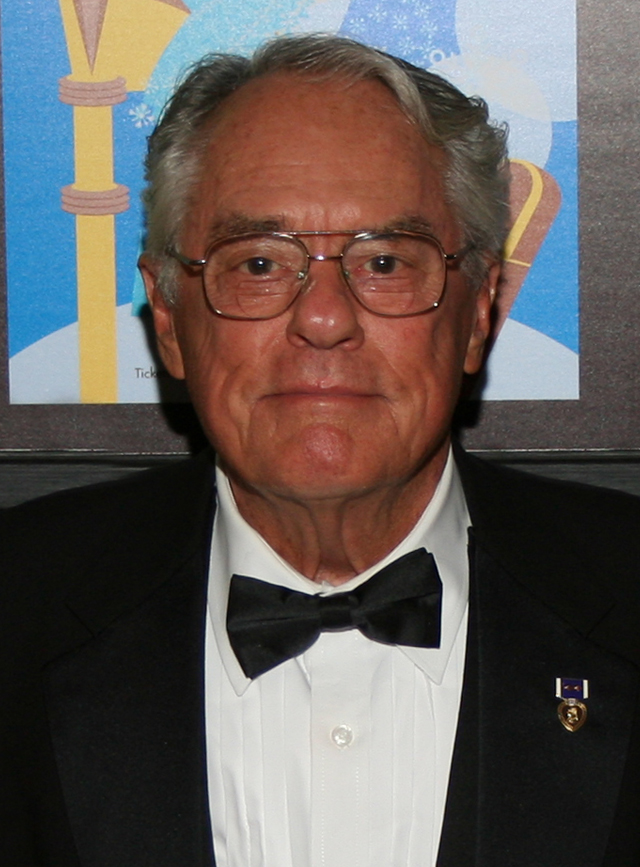

도니 듀나건(Donnie Dunagan, 1934년 8월 16일 ~ )은 미국의 배우, 성우, 군인이다.
샌안토니오에서 태어났다.
아역 배우 및 성우로 활동 후, 미합중국 해병대에 입대하였으며, 1977년 소령으로 전역했다.

## 영화
- 밤비 (1942년) - 어린 밤비 목소리 역
- 프랑켄슈타인 3 - 프랑켄슈타인의 아들 (1939년)